# Kamill Kuranda
Kamill Kuranda (7. února 1851 Vídeň – 1. února 1919 Vídeň) byl rakouský politik, na počátku 20. století poslanec Říšské rady.

## Biografie
Jeho otcem byl spisovatel, novinář a politik Ignaz Kuranda, bratrem bankovní odborník Felix Kuranda.
Vychodil národní školu a gymnázium. Od roku 1867 studoval práva na univerzitě (Vídeňská univerzita a Univerzita Tübingen). Působil jako úředník ministerstva železnic a byl ministerským radou. Angažoval se také v politice: byl poslancem Dolnorakouského zemského sněmu.
Na počátku 20. století se zapojil i do celostátní politiky. Ve volbách do Říšské rady roku 1907, konaných poprvé podle všeobecného a rovného volebního práva, získal mandát v Říšské radě (celostátní zákonodárný sbor) za obvod Dolní Rakousy 1. Byl nezařazeným poslancem. Mandát obhájil za týž obvod i ve volbách do Říšské rady roku 1911, opět jako nezařazený poslanec. Ve vídeňském parlamentu setrval až do zániku monarchie. K roku 1911 se profesně uvádí jako ministerský rada.
V letech 1918–1919 zasedal jako poslanec Provizorního národního shromáždění Německého Rakouska (Provisorische Nationalversammlung), nyní za Německou nacionální stranu (DnP).
V roce 1894 se v rodné Vídni oženil s Elsou (1870–1938), rozenou Engländerovou. Měli spolu syny Petera (1896–1938) a Raphaela (1895–1915), který padl v první světové válce.